# 御園京平
御園 京平（みその きょうへい、1919年 - 2000年1月30日）は、日本のコレクター、映画史家である。3,000点の映画ポスターに代表される総計6万点にもおよぶ「みそのコレクション」で知られる。本名月村 吉治（つきむら よしはる）。

## 人物・来歴
1919年（大正8年）に生まれる。
幼少よりサイレント映画に親しみ、1930年代までの日本のサイレント映画の時代に映画館で上映される映画を上映と平行して解説し、人気を集めた活動辯士（映画説明者）たちに強い憧れをもつ。旧制小学校の3年次にあたる1928年（昭和3年）ころには「オールトーキー」の存在を知り、将来の職としては断念するに至る。
1945年（昭和20年）、第二次世界大戦終結後、芸能マネジメントの職に就く。その傍ら、かつての人気映画説明者であった牧野周一、西村小楽天らと親交を結ぶ。
1966年（昭和41年）6月1日、映画の日本上陸70周年を記念し、限定100部の私家版として、『あゝ活動大写真 説明者年代記』を執筆・編纂・出版を行う。同書は、長年の映画、とくに活動写真と呼ばれたサイレント映画に関するポスター、映画館が発行したプログラム（パンフレット）、チラシ、広告のグラヴィアページを持つとともに、サイレント映画の「説明者」（弁士）の誕生と消滅の歴史を綴ったものであった。
1971年（昭和46年）、元マキノ・プロダクション宣伝部長でジャーナリストの都村健の企画により、『回想・マキノ映画』を編纂、京都在住の映画記者・滝沢一による『牧野省三評伝その人と業蹟』の紀行を得て、御園も「マキノ映画全作品総目録」を作成し、「マキノ映画」の全貌を明らかにした。
1985年（昭和60年）、長年のコレクションを集大成した大著『映画資料 みそのコレクション』を私家版で発行、東京国立近代美術館フィルムセンター（現在の国立映画アーカイブ）がこれを販売した。
1990年（平成2年）、『あゝ活動大写真 説明者年代記』（1966年）を再構成、加筆し、『活辯時代』と改題し、岩波書店から上梓する。
1995年（平成7年）、フィルムセンターが新館オープンするに際して、「みそのコレクション」のうちポスターを約3,000点寄贈した。これを受けて同センターは、同年10月、『映画生誕百周年記念 ポスターでみる日本映画史 -みそのコレクションより-』を開催した。
2000年（平成12年）1月30日、慢性閉塞性肺疾患のため死去した。享年82（満80-81歳没）。従来の寄贈に加えて新たにコレクションを東京国立近代美術館フィルムセンターに寄贈し、同年3月、同センターは『資料でみる日本映画史 -みそのコレクション-』を開催し、その全貌を公開した。

## みそのコレクション
御園京平個人が戦前から蒐集した、映画に関する、ポスター、プログラム、チラシ、新聞雑誌に掲載された映画広告、スチル写真、映画館が発行した引札、双六等のコレクションである。現在、東京国立近代美術館フィルムセンター（現在の国立映画アーカイブ）が1985年、2002年の大きく2期にわたる寄贈により、所蔵している。総資料59,210点、図書資料を含め60,146点で国内最大級のコレクションである。
当初御園は、これを『あゝ活動大写真 説明者年代記』（1966年）、『回想・マキノ映画』（1971年）等の書籍に掲載し、その集大成である『映画資料 みそのコレクション』（1985年）にまとめた。1985年（昭和60年）、ポスターを寄贈、2002年の没後、遺族により第2次寄贈が行われた。第2次寄贈資料の整理完了には3年の年月を要した。
フィルムセンター（当時）による展示
1. 『映画生誕百周年記念 ポスターでみる日本映画史 -みそのコレクションより-』、1995年10月17日 - 同年12月23日[9]
2. 『ポスターでみる日本映画史Part II -みそのコレクションより-』、1998年11月3日 - 同年12月26日[9]
3. 『資料でみる日本映画史 -みそのコレクションより-』、2002年3月5日 - 同年5月26日[9]

## ビブリオグラフィ
国立国会図書館蔵書ほか。
- 『あゝ活動大写真 説明者年代記』、発行元御園京平、1966年6月1日[4]
- 『映画忠臣蔵 映画渡来七十年』、発行元御園京平、1966年
- 『明治大正昭和映画資料集大成』、発行元活動資料研究会、1970年 - 国立国会図書館蔵書[12]
- 『回想・マキノ映画』、企画都村健、発行元マキノ省三先生顕彰会、1971年 - 編集・「マキノ映画全作品総目録」作成、国立国会図書館蔵書[12]
- 『蒲田撮影所とその附近』、発行元月村吉治、1972年 - 「月村吉治」名義、国立国会図書館蔵書[12]
- 『時代映画集大成』、発行元活動資料研究会、1974年 - 国立国会図書館蔵書[12]
- 『画譜大河内伝次郎』、発行元活動資料研究会、1976年
- 『嵐寛の世界』、共著磯貝宏国、発行元池田書店、1977年1月 - 国立国会図書館蔵書[12]
- 『栄光の三流映画 子供五銭の活動』、発行元活動資料研究会、1978年[13]
- 『写真阪妻映画』、発行元御園京平、1979年[7]
- 『映画資料 みそのコレクション』、発行元御園京平、1985年[7]
- 『活辯時代』、同時代ライブラリー: 21, 発行元岩波書店、1990年3月 ISBN 4002600211 - 『あゝ活動大写真 説明者年代記』を改稿・再構成[4]、国立国会図書館蔵書[12]
- 『オールスター映画の巨匠』、発行元御園京平、1991年[7]
- 『劔星嵐寛寿郎』、発行元御園京平、1992年[7]
- 『御園京平楽書帳』、発行元御園京平、1999年

## 註
1. ↑  活辯時代 みそのコレクション、国立国会図書館、2010年2月16日閲覧。
2. 1 2 3 4  NFCカレンダー2002年3月号、東京国立近代美術館フィルムセンター、2010年2月16日閲覧。
3. 1 2  『現代物故者事典2000～2002』（日外アソシエーツ、2003年）p.588
4. 1 2 3 4 5 6 7 8  『活辯時代』、p.169.
5. ↑  回想・マキノ映画、国立国会図書館、2010年2月16日閲覧。
6. ↑  2018年4月1日から現在の名称に分離・改組
7. 1 2 3 4 5  フィルムセンターが販売する出版物一覧、東京国立近代美術館フィルムセンター、2010年2月16日閲覧。
8. 1 2  独立行政法人国立美術館 平成13年度実績報告書、東京国立近代美術館フィルムセンター、2010年2月16日閲覧。
9. 1 2 3 4  映画資料の展示、東京国立近代美術館フィルムセンター、2010年2月16日閲覧。
10. ↑  平成17年度 独立行政法人国立美術館 東京国立近代美術館フィルムセンター 実績報告書、東京国立近代美術館フィルムセンター、2010年2月16日閲覧。
11. ↑  平成17年アニュアルレポート IV教育普及、東京国立近代美術館フィルムセンター、2010年2月16日閲覧。
12. 1 2 3 4 5 6 7  OPAC NDL 検索結果、国立国会図書館、2010年2月16日閲覧。
13. ↑  栄光の三流映画 子供五銭の活動 （英語）、トロント大学、2010年2月16日閲覧。